# Kim Min-hee
Kim Min-hee (김민희?, Gim Min-huiLR; Seul, 1º marzo 1982) è un'attrice e modella sudcoreana.

## Filmografia

### Cinema
- Sunaebo (순애보 ?), regia di E J-yong (2000)
- Surpirse (서프라이즈?, SeopeuraijeuLR), regia di Kim Jin-sung (2002)
- Ddeugeoun geotsi joa (뜨거운것이 좋아?), regia di Kwon Chil-in (2008)
- Yeobaewoodeul (여배우들?), regia di E J-yong (2009)
- Moby Dick (모비딕?, MobidikLR), regia di Park In-je (2011)
- Hwacha (화차?), regia di Byun Young-joo (2012)
- Dwitdamhwa - Gamdokyi micheotseoyo (뒷담화 - 감독이 미쳤어요?), regia di E J-yong (2013)
- Yeon-ae-ui ondo (연애의 온도?), regia di Roh Deok (2013)
- Wooneun namja (우는 남자?), regia di Lee Jeong-beom (2014)
- Jigeum-eun matgo geuttaeneun teullida (지금은 맞고 그때는 틀리다?), regia di Hong Sang-soo (2015)
- Mademoiselle (아가씨?, Ah-ga-ssiLR), regia di Park Chan-wook (2016)
- Bam-ui haebyeon-eseo honja (밤의 해변에서 혼자?), regia di Hong Sang-soo (2017)
- Geu hu (그 후?), regia di Hong Sang-soo (2017)
- Pulipdeul (풀잎들?), regia di Hong Sang-soo (2018)
- Gangbyeon Hotel (강변 호텔?), regia di Hong Sang-soo (2018)
- Domangchin yeoja (도망친 여자?), regia di Hong Sang-soo (2020)
- Inteurodeoksyeon (인트로덕션?), regia di Hong Sang-soo (2021)
- Suyoocheon (수유천?), regia di Hong Sang-soo (2024)

### Televisione
- Hakgyo 2 (학교2?) – serial TV (1999-2000)
- Seongnan eolgullo dor-abora (성난 얼굴로 돌아보라?) – serial TV (2000)
- Juliet namja (줄리엣의 남자?, Julrietui NamjaLR) – serial TV (2000)
- Sunsu-ui sidae (순수의 시대?) – serial TV (2002)
- Hyeongsunim-eun yeor-ahop (형수님은 열아홉?) – serial TV (2004)
- Goodbye Solo (굿바이 솔로?, Gutbai SolloLR) – serial TV (2006)
- Yeon-ae gyeolhon (연애결혼?) – serial TV (2008)

### Programmi televisivi
- Inkigayo (인기가요?) (2000)

## Riconoscimenti
- Festival internazionale del cinema di Berlino
2017 – Orso d'argento per la migliore attrice per Bam-ui haebyeon-eseo honja
- Baeksang Arts Awards
2008 – Migliore attrice per Ddeugeoun geotsi joa
2013 – Migliore attrice per Yeonaeui wondo
2017 – Candidatura per la migliore attrice per Mademoiselle
- Busan Film Critics Awards
2008 – Migliore attrice per Ddeugeoun geotsi joa
2015 – Migliore attrice per Jigeum-eun matgo geuttaeneun teullida
- Blue Dragon Film Award
2012 – Candidatura per la migliore attrice per Hwacha
2013 – Candidatura per la migliore attrice per Yeonaeui wondo
2016 – Migliore attrice per Mademoiselle
- Buil Film Awards
2012 – Migliore attrice per Hwacha
2016 – Candidatura per la migliore attrice per Mademoiselle
2017 – Candidatura per la migliore attrice per Bam-ui haebyeon-eseo honja
- Chunsa Film Art Awards
2016 – Candidatura per la migliore attrice per Jigeum-eun matgo geuttaeneun teullida
2017 – Candidatura per la migliore attrice per Mademoiselle
2018 – Candidatura per la migliore attrice per Bam-ui haebyeon-eseo honja
- Asian Film Awards
2018 – Candidatura per la migliore attrice per Geu hu
- Austin Film Critics Association
2016 – Candidatura per la migliore attrice non protagonista per Mademoiselle
- Director's Cut Awards
2016 – Winner Director's Cut Award	Best Actress per Mademoiselle
- Gijón International Film Festival
2017 – Migliore attrice per Bam-ui haebyeon-eseo honja
- International Cinephile Society Awards
2017 – Migliore attrice per Geu hu
2018 – Candidatura per la migliore attrice per Bam-ui haebyeon-eseo honja
- Women in Film Korea Festival
2013 – Migliore attrice per Yeonaeui wondo
- Locarno Film Festival
  - 2024 – Pardo per la migliore interpretazione per Suyoocheon